# ماکیان (صورت فلکی)
ماکیان، دجاجه یا قو (به انگلیسی: Cygnus) یکی از صور فلکی نیم‌کرهٔ شمالی آسمان و شبیه قویی است که در حال پرواز به سمت جنوب کهکشان راه شیری است. ماکیان یکی از قابل تشخیص‌ترین صورت‌های فلکی است و صورتواره صلیب شمالی در آن قرار دارد.
ستاره درخشان دنب با قدر ظاهری ۱٫۲۵، یکی از درخشان‌ترین ستارگان آسمان است و دورترین ستارهٔ با قدر کمتر از ۱٫۵ به‌شمار می‌آید. این ستاره دم ماکیان است و به همین جهت به آن ستارهٔ دنب (به معنی دم) هم گفته می‌شود. دنب(Deneb) به همراه کرکس نشسته(Vega) و کرکس پرنده(Altair)، مثلث تابستانی را تشکیل می‌دهد.
این صورت فلکی، همچنین دارای منابع رادیویی قابل توجه اشعهٔ X و تجمع ستاره‌ای OB2 ماکیان است.
این صورت فلکی همچنین به عنوان صلیب شمالی شناخته می‌شود.
با دوربین دوچشمی ستارگان کم‌نور بسیاری را می‌توان در این صورت فلکی دید.

## ستارگان
ستارگان درخشان بسیاری در صورت فلکی ماکیان قرار دارند.
آلفا ماکیان که با نام دنب(Deneb) (به معنای دم) شناخته می‌شود، درخشان‌ترین ستارهٔ ای صورت فلکی است. این ستاره یک ابرغول سفید است که در ردهٔ طیفی A2lae قرار دارد و قدر ظاهری آن از ۱٫۲۱ تا ۱٫۲۹ تغییر می‌کند. این ستاره در فاصلهٔ ۲۶۰۰ سال نوری قرار دارد.
بتا ماکیان یا منقار(Albireo) یک ستاره دوگانه است که ستاره اولیهٔ آن به رنگ نارنجی با قدر ۳٫۱ و ستارهٔ ثانویهٔ آن به رنگ آبی-سبز و قدر ۵٫۱ می‌باشد. این سیستم دوگانه در فاصلهٔ ۴۳۰ سال نوری قرار دارد و با دوربین دوچشمی یا یک تلسکوپ ساده قابل تفکیک است.
گاما ماکیان یا صدر الدجاجه(Sadr) (به معنی سینهٔ ماکیان)، یک ابرغول زردرنگ است با قدر ۲٫۲ که در فاصلهٔ ۱۸۰۰ سال نوری از ما قرار دارد.
دلتا ماکیان یک ستارهٔ دوگانهٔ دیگر در صورت فلکی ماکیان است که در فاصله ۱۸۰ سال نوری از ما قرار دارد و دوره تناوب آن ۸۸۰ سال است. ستارهٔ اولیهٔ این سیستم دوگانه یک غول سفید-آبی است با قدر ۲٫۹ و ستارهٔ ثانویهٔ آن یک ستاره با قدر ۶٫۶ است. این دو ستاره با استفاده از یک تلسکوپ با اندازه متوسط قابل تفکیک هستند.
پنجمین ستارهٔ این صورت فلکی الجناح (به معنای بال) یا اپسیلون ماکیان است که یک غول سرخ رنگ با قدر ۲٫۵ است. این ستاره در فاصلهٔ ۷۲ سال نوری از زمین قرار دارد.

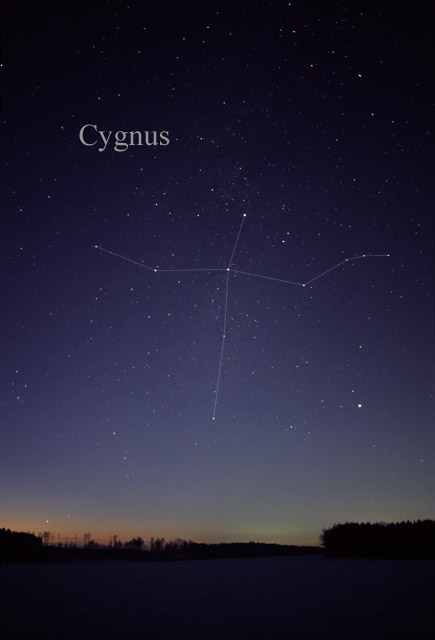
صلیب شمالی در وسط صورت فلکی ماکیان به طوری که با چشم غیرمسلح در آسمان دیده می‌شود.

## اجرام عمق آسمان
- در نزدیکی دنب سحابی آمریکای شمالی قرار دارد که به نام NGC ۷۰۰۰ نیز شناخته می‌شود.
- در جنوب اپسیلون ماکیان سحابی‌های NGC ۶۹۶۰, ۶۹۶۲, ۶۹۷۹, ۶۹۹۲، و ۶۹۹۵ قرار دارد که در ۳ درجه‌ای آنها یک ابرنواختر نیز وجود دارد.
- بین گاما و اتا دجاجه سحابی هلالی(NGC 6888) قرار دارد.
- NGC ۶۹۴۶ یک کهکشان است.

## تاریخچه

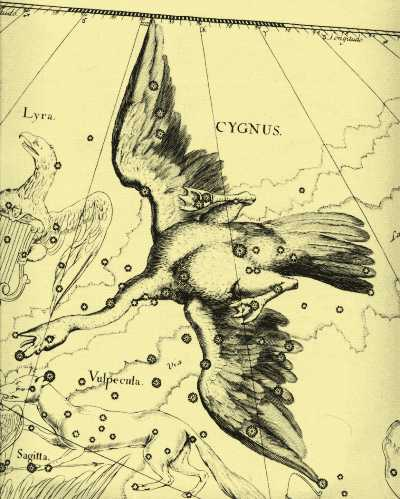
نقاشی ماکیان توسط هولیوس، ۱۶۹۰.

گفته می‌شود که زئوس خود را به صورت یک قو درآورد تا به یکی از خدایان مؤنث نزدیک شود و این قو را به آسمان فرستاد.

## یاداشت
- بزرگ‌ترین ستاره‌ای دوتایی که احتمال می‌رود یکی از آنها سیاه‌چاله باشد، ستاره ماکیان ایکس یک است.[۱۲]

## نگارخانه

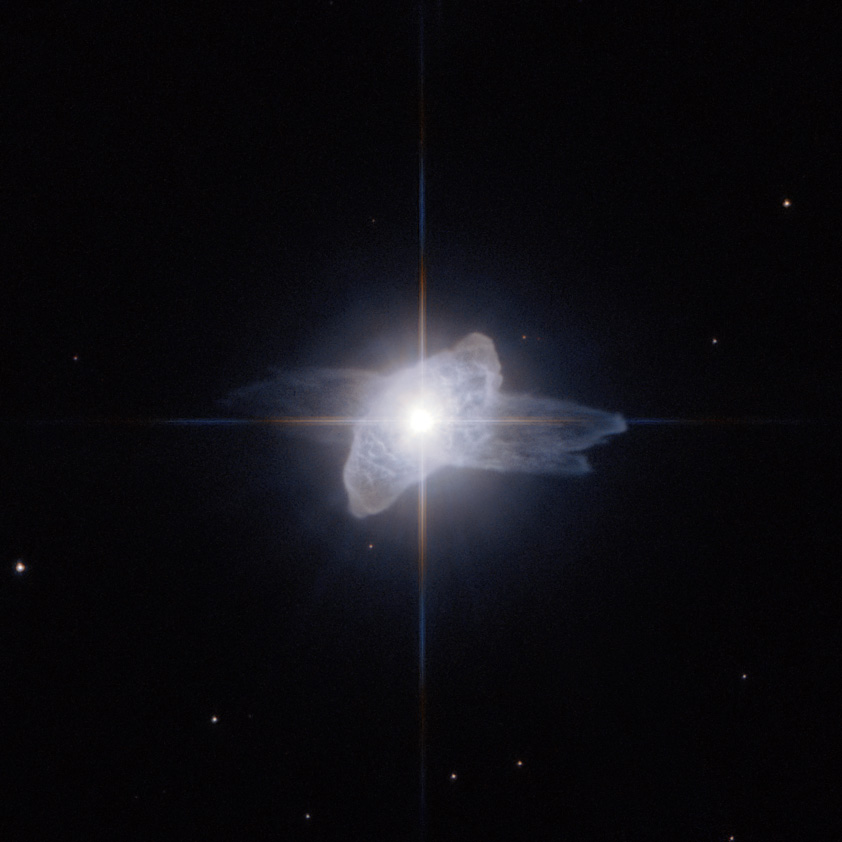
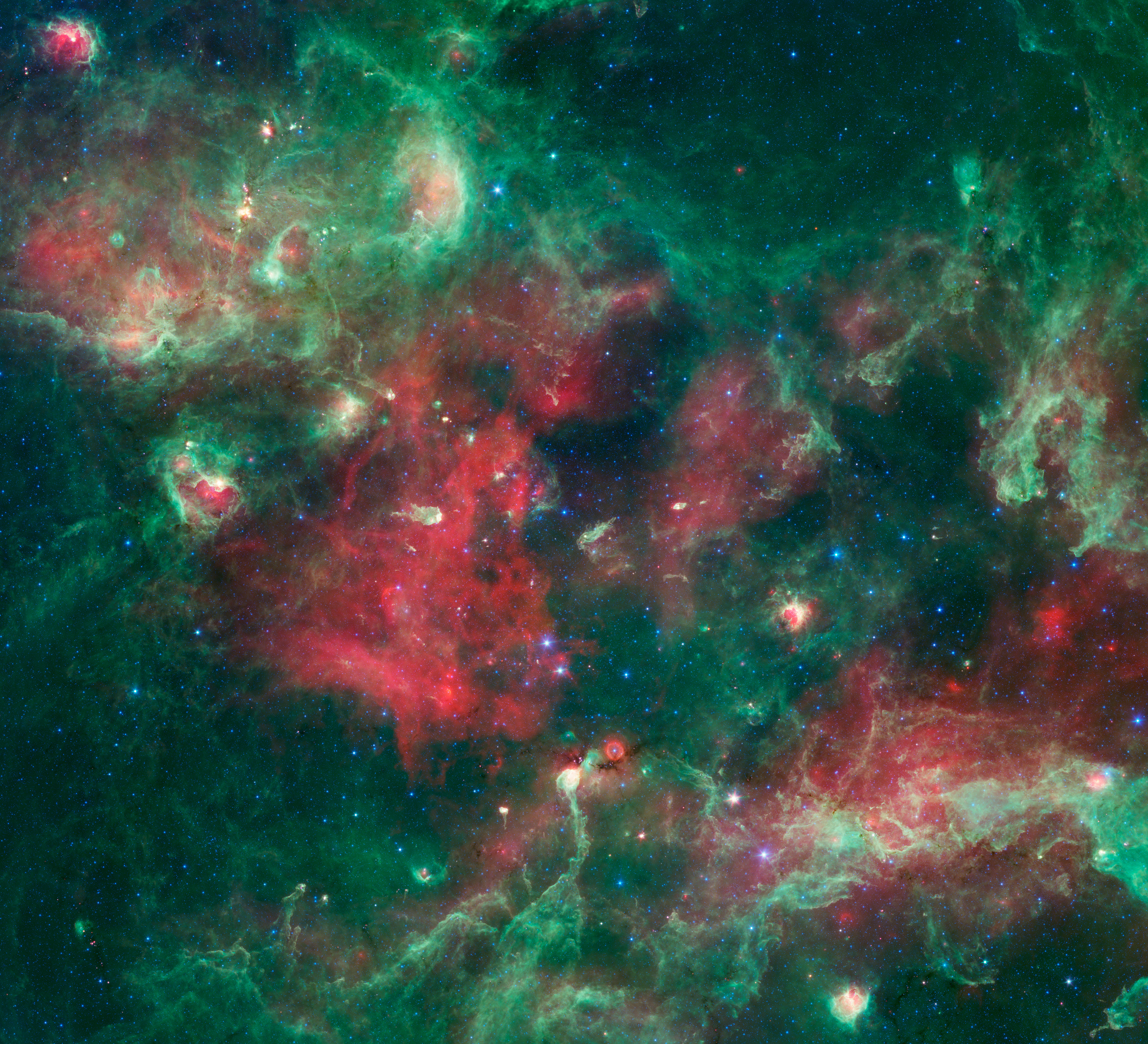